# Okręg wyborczy województwo bielskie do Senatu Rzeczypospolitej Polskiej
Okręg wyborczy województwo bielskie do Senatu Rzeczypospolitej Polskiej obejmował w latach 1989–2001 obszar województwa bielskiego. Wybierano w nim 2 senatorów, przy czym w latach 1989–1991 obowiązywała zasada większości bezwzględnej, zaś w latach 1991–2001 większości względnej.
Powstał w 1989 wraz z przywróceniem instytucji Senatu. Zniesiony został w 2001, na jego obszarze utworzono nowe okręgi nr 12 i 26.
Siedzibą okręgowej komisji wyborczej było Bielsko-Biała.

## Reprezentanci okręgu
| Rok  | Senator komitet wyborczy                 | Senator komitet wyborczy                                       | Senator komitet wyborczy                                                                                   | Senator komitet wyborczy                                                        |
| ---- | ---------------------------------------- | -------------------------------------------------------------- | --- | ------------------------------------------------------------------------------- |
| 1989 |                                          | Maciej Krzanowski                                              | | Andrzej Kralczyński Niezależny Samorządny Związek Zawodowy „Solidarność” (1991) |
| 1991 |                                          | Adam Skupiński Wyborcza Akcja Katolicka                        | | Andrzej Kralczyński Niezależny Samorządny Związek Zawodowy „Solidarność” (1991) |
| 1993 |                                          | Janusz Okrzesik Unia Demokratyczna (1993) Unia Wolności (1997) | Marcin Tyrna Niezależny Samorządny Związek Zawodowy „Solidarność” (1993) Akcja Wyborcza Solidarność (1997) |                                                                                 |
| 1997 |                                          | Janusz Okrzesik Unia Demokratyczna (1993) Unia Wolności (1997) | Marcin Tyrna Niezależny Samorządny Związek Zawodowy „Solidarność” (1993) Akcja Wyborcza Solidarność (1997) |                                                                                 |
| 2001 | okręg zniesiony, patrz okręgi nr 12 i 26 | okręg zniesiony, patrz okręgi nr 12 i 26                       | okręg zniesiony, patrz okręgi nr 12 i 26                                                                   | okręg zniesiony, patrz okręgi nr 12 i 26                                        |

## Wyniki wyborów
Symbolem „●” oznaczono senatora ubiegającego się o reelekcję.

### Wybory parlamentarne 1989
| Kandydat                                                          | Głosów  | %     |
| ----------------------------------------------------------------- | ------- | ----- |
| Maciej Krzanowski                                                 | 262 518 | 71,36 |
| Andrzej Kralczyński                                               | 253 681 | 68,96 |
| Marek Trombski                                                    | 28 778  | 7,82  |
| Ryszard Welter                                                    | 28 077  | 7,63  |
| Anna Bernat                                                       | 20 507  | 5,57  |
| Maciej Oczkowski                                                  | 18 809  | 5,11  |
| Michał Krzyśko                                                    | 13 629  | 3,70  |
| Jan Data                                                          | 10 819  | 2,94  |
| Zbigniew Gburek                                                   | 9329    | 2,54  |
| Mieczysław Janosz                                                 | 9320    | 2,53  |
| Alfred Juszczyk                                                   | 7858    | 2,14  |
| Liczba głosów ważnych: 367 860 Źródło: Państwowa Komisja Wyborcza |         |       |

### Wybory parlamentarne 1991
| Kandydat                                              | Kandydat             | Komitet wyborczy                                                    | Głosów |
| ----------------------------------------------------- | -------------------- | ------------------------------------------------------------------- | ------ |
|                                                       | Andrzej Kralczyński● | Niezależny Samorządny Związek Zawodowy „Solidarność”                | 88 098 |
|                                                       | Adam Skupiński       | Wyborcza Akcja Katolicka                                            | 62 762 |
|                                                       | Zbigniew Gebauer     | Unia Demokratyczna                                                  | 55 959 |
|                                                       | Kazimierz Węgrzyn    | Wyborcza Akcja Katolicka                                            | 55 405 |
|                                                       | Adam Gorzelany       | Konfederacja Polski Niepodległej                                    | 46 680 |
|                                                       | Erwin Rembiesa       | Konfederacja Polski Niepodległej                                    | 40 169 |
|                                                       | Stanisław Pena       | Porozumienie Obywatelskie Centrum                                   | 36 595 |
|                                                       | Teresa Bogacz        | Sojusz Lewicy Demokratycznej                                        | 31 384 |
|                                                       | Ryszard Dziopak      | Sojusz Lewicy Demokratycznej                                        | 29 382 |
|                                                       | Stefan Mleczko       | Polskie Stronnictwo Ludowe Sojusz Programowy                        | 25 041 |
|                                                       | Władysław Zawada     | Porozumienie Obywatelskie Centrum                                   | 23 630 |
|                                                       | Jan Suchoń           | Polskie Stronnictwo Ludowe Sojusz Programowy                        | 21 990 |
|                                                       | Ingrid Zdeb          | Niezależny KW Kolejarzy przy Radzie Głównej Związku Maszynistów PKP | 18 932 |
|                                                       | Józef Polok          | Stronnictwo Demokratyczne                                           | 15 431 |
|                                                       | Alfred Juszczyk      | Stronnictwo Demokratyczne                                           | 13 367 |
|                                                       | Stanisław Lach       | KW „INSTEL” w Lipowej                                               | 6 996  |
| Frekwencja: 50,01% Źródło: Państwowa Komisja Wyborcza |                      |                                                                     |        |

### Wybory parlamentarne 1993
| Kandydat                                              | Kandydat                | Komitet wyborczy                                        | Głosów |
| ----------------------------------------------------- | ----------------------- | ------------------------------------------------------- | ------ |
|                                                       | Marcin Tyrna            | Niezależny Samorządny Związek Zawodowy „Solidarność”    | 65 170 |
|                                                       | Janusz Okrzesik         | Unia Demokratyczna                                      | 52 667 |
|                                                       | Stanisław Kubala        | Konfederacja Polski Niepodległej                        | 50 773 |
|                                                       | Stanisław Noworyta      | Sojusz Lewicy Demokratycznej                            | 46 639 |
|                                                       | Stanisław Pena          | Katolicki Komitet Wyborczy „Ojczyzna”                   | 45 774 |
|                                                       | Józef Zimnal            | Sojusz Lewicy Demokratycznej                            | 45 662 |
|                                                       | Józef Tyszkiewicz       | Bezpartyjny Blok Wspierania Reform                      | 42 568 |
|                                                       | Zbigniew Gebauer        | Unia Demokratyczna                                      | 41 097 |
|                                                       | Włodzimierz Wójcikowski | Unia Pracy                                              | 38 617 |
|                                                       | Ewa Chojecka            | Kongres Liberalno-Demokratyczny                         | 35 221 |
|                                                       | Józef Bobik             | Polskie Stronnictwo Ludowe                              | 32 978 |
|                                                       | Ludwik Adamowicz        | Unia Polityki Realnej                                   | 29 693 |
|                                                       | Stanisław Michałowski   | Konfederacja Polski Niepodległej                        | 29 369 |
|                                                       | Zbigniew Sroczyński     | Unia Polityki Realnej                                   | 21 592 |
|                                                       | Andrzej Kralczyński●    | Stowarzyszenie Komitetów Obywatelskich w Bielsku-Białej | 19 111 |
|                                                       | Józef Chowaniec         | „Zjednoczenie Polskie”                                  | 16 805 |
|                                                       | Przemysław Wasilewski   | NOT Stowarzyszenia Techniczne                           | 13 456 |
| Frekwencja: 55,32% Źródło: Państwowa Komisja Wyborcza |                         |                                                         |        |

### Wybory parlamentarne 1997
| Kandydat                                              | Kandydat            | Komitet wyborczy                    | Głosów  |
| ----------------------------------------------------- | ------------------- | ----------------------------------- | ------- |
|                                                       | Marcin Tyrna●       | Akcja Wyborcza Solidarność          | 185 981 |
|                                                       | Janusz Okrzesik●    | Unia Wolności                       | 107 374 |
|                                                       | Stanisław Wąsik     | Ruch Odbudowy Polski                | 90 667  |
|                                                       | Adam Buchta         | Sojusz Lewicy Demokratycznej        | 74 908  |
|                                                       | Stanisław Noworyta  | Sojusz Lewicy Demokratycznej        | 71 371  |
|                                                       | Stanisław Michalski | Polskie Stronnictwo Ludowe          | 32 158  |
|                                                       | Alojzy Górny        | Krajowa Partia Emerytów i Rencistów | 28 656  |
|                                                       | Mieczysław Chorabik | Krajowa Partia Emerytów i Rencistów | 24 399  |
|                                                       | Fryderyk Olearczyk  | Unia Prawicy Rzeczypospolitej       | 21 942  |
|                                                       | Władysław Wrzeszcz  | Unia Prawicy Rzeczypospolitej       | 15 199  |
|                                                       | Zbigniew Kordek     | Porozumienie Prawicy Polskiej       | 8796    |
| Frekwencja: 56,14% Źródło: Państwowa Komisja Wyborcza |                     |                                     |         |